# Julius Kowalczik
Julius Kowalczik, avstro-ogrski podčastnik češkega rodu, vojaški pilot in letalski as, * 1885, Moravská Ostrava, † 24. avgust 1917.
Offizierstellvertreter Kowalczik je v svoji vojaški službi dosegel 5 zračnih zmag.

## Življenjepis
Med prvo svetovno vojno je bil pripadnik Flik 15 in Flik 24.

## Odlikovanja
- medalja za hrabrost (2 zlati in 3 srebrne)